# Modest Romiszewski (generał)

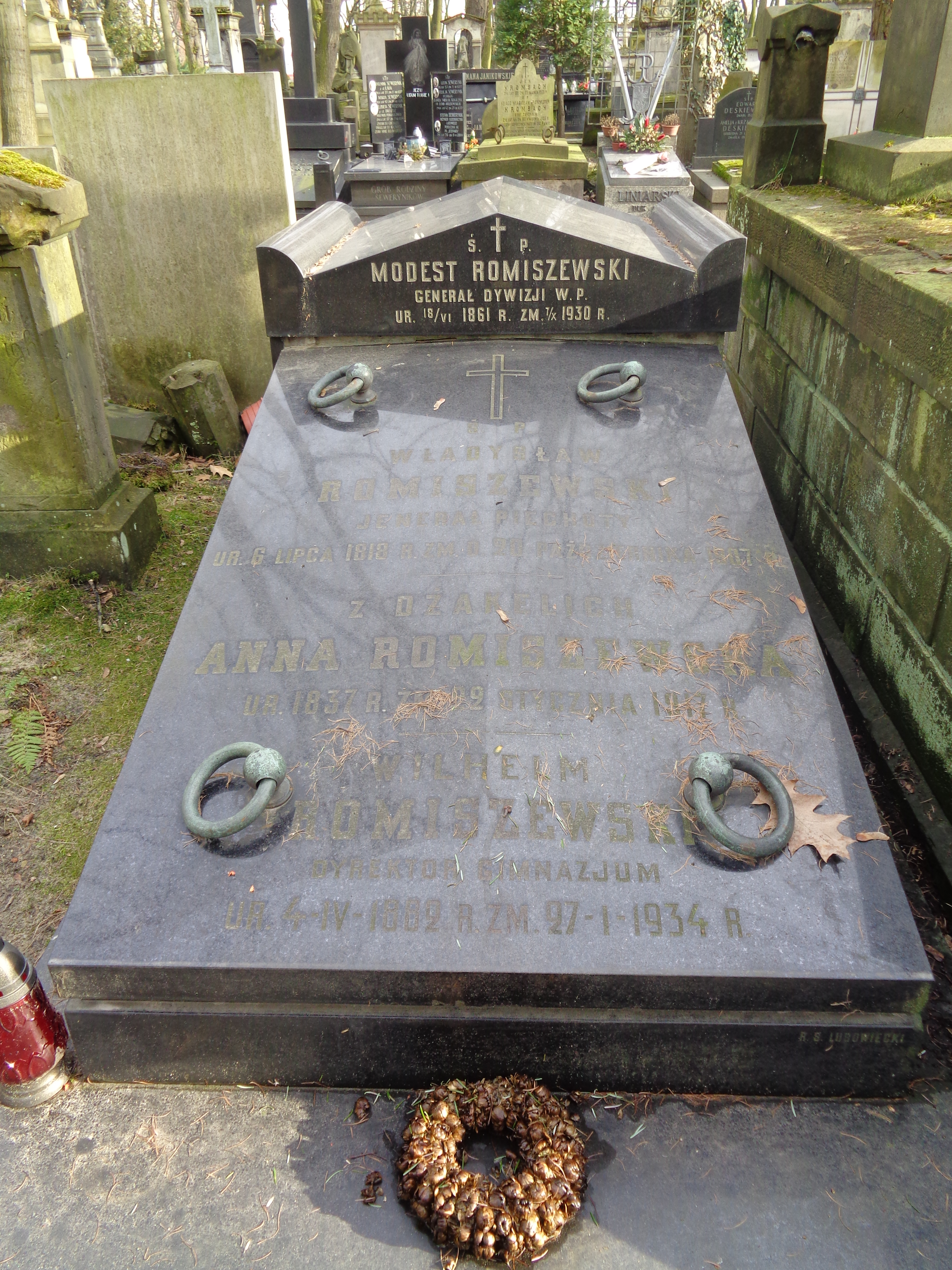
Grobowiec Romiszewskich

Modest Romiszewski (ur. 17 lipca?/29 lipca 1861 w Warszawie, zm. 7 października 1930 tamże) – generał dywizji Wojska Polskiego.

## Życiorys
Był synem generała piechoty armii rosyjskiej Władysława Romiszewskiego i Anny z domu Dżakeli, pochodzącej z gruzińskiej rodziny książęcej. Miał liczne rodzeństwo, w tym Eugeniusza, lekarza wojskowego, tytularnego generała brygady Wojska Polskiego, Wilhelma i Marię - żonę Gustawa Wolffa, współwłaściciela wydawnictwa Gebethner i Wolff. Bratem stryjecznym gen. Modesta Romiszewskiego był organizator Straży Celnej II RP płk. Czesław Romiszewski.
W 1880 ukończył z pierwszą lokatą elitarny Korpus Paziów w Petersburgu. Zgodnie ze zwyczajem jako najlepszy absolwent został uhonorowany uwiecznieniem jego imienia i nazwiska na pamiątkowej białej marmurowej tablicy w Białej Sali Korpusu. W 1883 Korpus Paziów ukończył również jego młodszy brat Włodzimierz (ros. generał major pospolitego ruszenia w czasie I wojny światowej), a w 1914 dwaj synowie Modesta - Modest i Eugeniusz.
1 września 1878, jako wychowanek cesarskiego Korpusu Paziów w Petersburgu, rozpoczął służbę w armii carskiej i pełnił ją do 30 września 1918. Pełnił służbę w gwardyjskich brygadach artylerii. Dowodził dywizjonem artylerii konnej i brygadą artylerii (1906–1910). Następnie pełnił służbę na stanowisku inspektora artylerii korpusu armijnego.
W latach 1886–1889 Modest Romiszewski studiował w Aleksandrowskiej Wojskowej Akademii Prawniczej .
Od 29 grudnia 1918 pełnił służbę w Wojsku Polskim. Wyznaczony został na stanowisko szefa Sekcji II (szkół podoficerskich) w Departamencie Naukowo-Szkolnym Ministerstwa Spraw Wojskowych. Był twórcą koncepcji korpusu podoficerów w WP. Od 29 kwietnia 1919 był członkiem Rady Wojennej. 9 kwietnia 1920 powołany został na stanowisko generalnego inspektora artylerii przy Naczelnym Wodzu. 21 grudnia 1920 zatwierdzony został z dniem 1 kwietnia 1920 w stopniu generała porucznika, w grupie oficerów byłych Korpusów Wschodnich i byłej armii rosyjskiej. Z dniem 1 kwietnia 1921 przeniesiony został w stan spoczynku. 26 października 1923 prezydent RP zatwierdził go w stopniu generała dywizji.
Osiadł w Warszawie. Członek Stowarzyszenia Techników w Warszawie, Warszawskiego Towarzystwa Dobroczynności oraz Rady Naczelnej, utworzonego w 1921, Klubu Gruzińsko-Polskiego (Sakartwelo-Polonetis Klubi), w ramach którego m.in. organizował słynne w międzywojennej Warszawie Bale Gruzińsko-Polskie. W 1921 gen. por. Modest Romiszewski wraz z Wacławem Ostrowskim i inż. Józefem Urbanowiczem założył kopalnię węgla brunatnego Zakłady górnicze „Września”. Modest Romiszewski zasiadał w zarządzie tej spółki. Był również właścicielem kamienicy w Warszawie przy placu Kazimierza Wielkiego 11 (obecnie nieistniejącym).
Zmarł 7 października 1930 w Warszawie. Został pochowany w grobowcu rodzinnym na cmentarzu Powązkowskim w Warszawie (kwatera 6-2-8).
Był żonaty z Ludwiką-Wandą z domu Lortsch, córką Piotra i Barbary z Andrzejewskich I voto Rudnickiej, właścicieli dóbr Okuniew pod Warszawą. Po śmierci rodziców Ludwika Romiszewska została współwłaścicielką tych dóbr, obejmujących Okuniew ze znajdującym się tam pałacem, Michałów, Wolę Grzybowską, Sulejówek, Zabraniec i Kaleń, które sprzedała w 1897 roku. Siostra Ludwiki Romiszewskiej, Janina Lortsch została żoną znanego cyklisty Mieczysława Horodyńskiego, a brat Adolf Lortsch był polskim przedsiębiorcą na Kaukazie i pierwowzorem bohatera powieści Panicz Heleny Mniszkówny.
Modest i Ludwika z Lortschów Romiszewscy mieli pięcioro dzieci, w tym Modesta (1894–1940), majora kawalerii Wojska Polskiego, ofiary zbrodni katyńskiej, Eugeniusza, sztabskapitana armii rosyjskiej i Wiktora (1902–1947), majora pilota Polskich Sił Powietrznych w Wielkiej Brytanii.

## Awanse
- kapitan – 1889
- pułkownik – 1899
- generał major – 1907
- generał lejtnant – 1913, w Wojsku Polskim zweryfikowany w stopniu generała dywizji ze starszeństwem z 1 czerwca 1919

## Ordery i odznaczenia
Rosyjskie:
- Order św. Włodzimierza II klasy
- Order św. Włodzimierza III klasy
- Order św. Włodzimierza III klasy z mieczami
- Order św. Stanisława I klasy z mieczami
- Order św. Stanisława II klasy
- Order św. Stanisława III klasy